# Bernard Boissier
Pour les articles homonymes, voir Boissier.
Bernard Boissier est un ancien footballeur professionnel français, né le 3 octobre 1952 à Nîmes. Il évoluait au poste de défenseur. 
Il a été sélectionné une fois en équipe de France (entré en cours de jeu, il a joué 2 minutes), le 26 avril 1975 contre l'équipe du Portugal.

## Biographie
Bernard Boissier fait une grande partie de sa carrière à Nîmes, sa ville natale, où il arrive en équipe première à vingt ans, lors de la saison 1972-1973. Très régulier, il devient l'un des piliers de cette équipe, pendant neuf saisons où elle fréquente plutôt le milieu de tableau. En Coupe de France, le meilleur résultat de Nîmes à son époque est un quart de finale en 1977.
Il obtient en 1975 son unique sélection en A, en remplaçant Jean-François Jodar. Il touche un seul ballon, et reste pendant 30 ans le détenteur de la plus courte carrière des Bleus, avant d'être dépassé par la poignée de secondes jouée par Franck Jurietti.
En 1981, Nîmes est relégué et il signe pour Lyon, équipe qui assure son maintien de peu. Il n'y reste qu'une année, avant de finir sa carrière par quatre saisons à Toulon, une en D2 puis trois en D1. Il prend sa retraite de joueur à 34 ans.
Il devient ensuite entraîneur, dans trois clubs du Languedoc-Roussillon, dont Nîmes entre 1988 et 1991, en D2.
Lors des élections municipales de 1995, il est candidat sur la liste conduite par Simon Casas.
Il est le père du directeur sportif Laurent Boissier.

## Carrière

### Joueur
- 1964-1981 :  Nîmes Olympique
- 1981-1982 :  Olympique lyonnais
- 1982-1986 :  SC Toulon Var

### Entraîneur
- 1986-1988 :  ES Le Grau-du-Roi
- 1988-1991 :  Nîmes Olympique
- 1992-1996 :  Pont-Saint-Esprit
- 1998-2000 :  Nîmes Olympique (rés.)
- 2001-2002 :  Nîmes Olympique

## Palmarès
- 1 sélection en équipe de France
- 1 sélection en équipe de France B
- 5 sélections en équipe de France Espoirs
- 35 sélections en équipe de France Juniors entre 1969 et 1971
- Vainqueur de la Coupe Gambardella en 1969 avec Nîmes (1969)
- Sélectionné avec les Cadets du Sud-Est

## Une sélection, deux époques, deux réactions
- "J'ai joué exactement deux minutes. Cela dit, je ne l'ai pas ressenti comme un honneur, mais comme une gifle. Je n'ai pas compris M. Kovacs. Faire entrer un joueur sans raison valable à deux minutes de la fin d'un match, c'est se moquer de lui."

Bernard Boissier dans France Football, 29 janvier 1980, no 1764, page 4.
- "Deux minutes ou 80 sélections, ça ne change rien à mon bonheur d'avoir été sélectionné. Beaucoup de joueurs signeraient pour jouer, même deux minutes, en équipe de France. Contrairement à ce que certains peuvent croire, cette apparition très courte n'est pas du tout une déception. Ces deux minutes peuvent être interprétées comme quelque chose de dérisoire, alors que c'était la suite logique d'une carrière intéressante, l'aboutissement de quelques bonnes saisons où j'étais toujours bien placé au classement des Étoiles de France Football. J'avais fait toutes les sélections des juniors à l'équipe de France B. De grands entraîneurs, comme Kader Firoud, Jacky Braun, Georges Boulogne et d'autres encore m'avaient remarqué. Non vraiment, cette sélection n'était pas due au hasard. [...] Il [Stefan Kovacs] ne m'a rien dit. Mais je savais que ne faisais pas partie de ses plans. Cette sélection, je crois que c'était avant tout un grand cadeau. [...] Si cette sélection n'était jamais venue, je n'en aurais pas fait une maladie, mais elle m'a en tout cas apporté beaucoup de bonheur."

Bernard Boissier dans France Football, 27 avril 2001, no 2872 bis, page 36.